# Chutiya
Els chutiyes (singular chutiya) són un poble hinduitzat de probable origen xan que viuen a Assam, parlant una llengua tibeto-birmana. El seu nombre s'estimava en 60.000 el 1881. El regne Chutiya l'havia fundat segons la tradició el cap Birpal, el 1187, i la seva capital fou Sadiya. El més important dels reis fou Gauri Narayan (Ratnadhwajpal), fill de Birpal que el 1224 va derrotar a Bhadrasena, el rei de Swetagiri, i després va dominar Nyayapal marxant finalment cap a Kamatapur, on es va aliar amb el rei kamata i es va casar amb la seva filla; es diu que va fer una expedició a Dhaka. Quan els ahoms van arribar a Assam ja van trobar a un rei chutiya governant a Garhgaon. Ahoms i chutiyes van viure en pau durant força temps fins que un rei chutiya va matar traïció al rei ahom Sutuphaa al que havia convidat a una cacera; llavors es va iniciar la guerra (1376) que va durar més d'un segle i finalment el chutiyes foren derrotats i el seu regne annexionat pels ahoms (1522). El darrer rei chutiya Nityapal va morir a la lluita i Sadiya fou ocupada. Els chutiyes no van acceptar el domini ahom i van iniciar una guerra de guerrilles que va durar fins a 1673 quan finalment es van sotmetre.